# Dendrophyllia minuscula
Dendrophyllia minuscula is een rifkoralensoort uit de familie van de Dendrophylliidae. De wetenschappelijke naam van de soort is voor het eerst geldig gepubliceerd in 1905 door Bourne.